# Réserve de biodiversité projetée de la Vallée-Tousignant
La réserve de biodiversité projeté de la Vallée-Tousignant est un territoire qui vise à devenir une réserve de biodiversité.  Elle vise à protéger un élément de la réserve faunique du Saint-Maurice à partir d'un souhait gouvernemental.  La future réserve de biodiversité est située entièrement dans la région écologique de la dépression de La Tuque dans la province écologique des Laurentides méridionales.

## Géographie
La Réserve de biodiversité projetée de la Vallée-Tousignant est située dans la réserve faunique du Saint-Maurice, entourant le principalement lac Tousignant, incorporant plus de 61 lacs. Les lacs principaux sont le lac de la Loutre et le lac Solitaire. La superficie totale de la réserve projetée est de 42,6 kilomètres carrés. 
Les lac Tousignant et lac Soucis, bien qu'étant au centre de la Réserve de biodiversité, ne sont pas inclus dans les plans du ministre en raison de leur fonction. Ces lacs servent actuellement de réservoirs de régulation des niveaux de l'eau utilisés pour le fonctionnement des centrales hydroélectriques aux abords de la rivière Saint-Maurice.